# Панинск
Па́нинск — посёлок в Кемеровском районе Кемеровской области. Входит в состав Елыкаевского сельского поселения.

## География
Центральная часть населённого пункта расположена на высоте 181 метра над уровнем моря.

## Население
По данным Всероссийской переписи населения 2010 года, в посёлке Панинск проживает 8 человек (7 мужчин, 1 женщина).